# Tredozio
Tredozio – miejscowość i gmina we Włoszech, w regionie Emilia-Romania, w prowincji Forlì-Cesena.
Według danych na rok 2004 gminę zamieszkiwało 1319 osób, 21,3 os./km².

## Miasta partnerskie
- Arcevia
- Hofbieber